# Mount Corbató
Mount Corbató är ett berg i Antarktis. Det ligger i Västantarktis. Nya Zeeland gör anspråk på området. Toppen på Mount Corbató är 1 730 meter över havet.
Terrängen runt Mount Corbató är varierad. Trakten är obefolkad. Det finns inga samhällen i närheten.